# Циста-Прово
Циста-Прово (хорв. Cista Provo) — община в Хорватии в Сплитско-Далматинской жупании. Население составляет 2335 человек (перепись 2011 года), площадь — 98 км2. Вокруг Циста-Прово расположено несколько деревень, в том числе Олуичи, Думанчичи и Касуми.

## География
Циста-Прово расположен в глубине Далмации, на пересечении государственных дорог D39 и D60. По трассе D39 через 11 километров находится автомагистраль А1, а через 20 километров — побережье Адриатического моря в Дубцах. Расстояние до Имотски составляет 27 километров, до Сплита — 67 километров.

## История
В первой половине XVII века Циста пережила первый этап отделения от старого хорватского прихода Радобилье, к которому она принадлежала с давних времен. Хотя он все ещё был частью этого большого прихода, в Цисте уже был капеллан, который проживал и служил там, независимо от Радобиля.
В 1754 году в церковных бумагах епископа Пацифика Биццы было прямо подчеркнуто, что Крешево и Катуни были главными деревнями прихода Радобиля, и что в приход также входили Блато, Нова Села, Чиста, Добранье и Свиб.
До реорганизации в Хорватии входила в состав бывшей общины Имотски. Община была образован 24 апреля 1993 года в соответствии с Законом о местном самоуправлении и администрации путем отделения от бывшей общины Имотски. День общины Циста-Прово — праздник Святых Петра и Павла — 29 июня.

## Достопримечательности
В окрестностях Циста-Прово сохранились курганы иллирийцев, которые жили здесь с X века до нашей эры. Находки времен Римской империи подтверждают важность этого места на торговом пути между Салоной и Нароной. В Мандаричи, в пяти километрах к северо-западу от Циста-Прово, были обнаружены остатки трехнефной раннехристианской базилики V века. На дороге к Цисто-Велико находится несколько средневековых надгробий богомилов.
В Циста-Прово находится некрополь, признанный объектом Всемирного наследия, со средневековыми надгробиями-стечами.

## Известные люди
- Иво Ройница, официальный представитель усташей Второй мировой войны

## Население
Согласно последней переписи 2011 года, в муниципалитете Цисто-Прово проживало 2377 человек в шести населенных пунктах:
- Аржано (478)
- Биорине (181)
- Циста-Прово (469)
- Циста-Велико (616)
- Добранье[англ.] (161)
- Свиб (430)

### Национальный состав,2001
- Хорваты — 3,637
- Немцы — 3
- Черногорцы — 1
- Словенцы — 1
- Другие — 1
- Не определились — 6
- Неизвестно — 7